# 安吉·帕拉西奥斯
安吉·帕拉西奥斯（西班牙語：Angie Palacios，2000年9月12日—），厄瓜多尔女子举重运动员，2019年泛美运动会女子64公斤级铜牌得主、2022年世界举重锦标赛女子71公斤级铜牌得主、2023年世界举重锦标赛女子71公斤级银牌得主。2024年夏季奧林匹克運動會女子71公斤級舉重銅牌得主。